# George Harrar
George Harrar, né le 25 juillet 1949 à Jenkintown, en Pennsylvanie, est un journaliste, romancier, nouvelliste américain, auteur de roman policier et de littérature d'enfance et de jeunesse.

## Biographie
Il grandit à Jenkintown, en Pennsylvanie. Il complète des études supérieures à l'Université de New York et obtient son baccalauréat avec mention honorifique. Il travaille ensuite comme reporter et rédacteur pendant plusieurs années pour divers journaux et magazines.
Dès 1989, il se lance dans l'écriture d'ouvrages de littérature d'enfance et de jeunesse. En 2001, il fait paraître Parents Wanted, un roman en partie autobiographique qui raconte les difficultés que rencontrent des parents à élever leur fils. Ce récit remporte le Milkweed Prize for Children's Literature.
À la fin des années 1990, après avoir remporté un concours de nouvelles, il entreprend d'en écrire sur une base régulière et parvient à en faire paraître avec succès dans diverses publications. En 1998, la nouvelle The 5:22 remporte le Story Magazine’s Carson McCullers Prize.
En 1999, il donne son premier roman avec First Tiger, qui décrit les relations conflictuelles entre un jeune délinquant et son père, un vétéran dépressif de la guerre du Viêt Nam.
George Harrar aborde résolument le roman policier avec L'Homme-toupie (The Spinning Man, 2003), traduit en France dans la collection Série noire. Il s'agit du récit d'un professeur de philosophie, marié à une brillante chercheuse et père de jumeaux, qui par un après-midi de septembre, est arrêté par la police. Soupçonné d'avoir enlevé une adolescente de seize ans, le professeur n'a rien à se reprocher, et pourtant les preuves s'accumulent contre lui. Bientôt, ses collègues et sa famille perdent confiance en lui et le regardent avec crainte et suspicion quand est évoquée la possibilité d'un meurtre.
Le second roman policier de George Harrar, traduit en français sous le titre Reunion at Red Paint Bay (Red Paint Bay), paraît en 2013. De nouveau, le récit est centré sur un homme sans histoires, ici, un certain Simon Howe, propriétaire et rédacteur en chef du journal local de la petite ville de Red Paint dans le Maine. Bon mari, bon père, patron sympathique et compréhensif, Howe est apprécié et respecté par tous les membres de la petite communauté. Mais il commence un jour à recevoir par la poste une série de messages ambigus et inquiétants. Puis, il remarque qu'un inconnu rôde près de sa maison. Peu après la façade des locaux du journal est vandalisée. Cette guerre des nerfs semble se dénouer quand son mystérieux correspondant lui fixe un rendez-vous, mais c'est pour mieux précipiter le héros dans un examen attentif de son passé.

## Œuvre

### Romans
- First Tiger (1999)
- The Spinning Man (2003) Publié en français sous le titre L'Homme-toupie, traduit par Marie-Lise Marlière, Paris, Gallimard, Série noire, 2006  (ISBN 2-07-074343-8)
- Reunion at Red Paint Bay (2013) Publié en français sous le titre Red Paint Bay, traduit par Thomas Bauduret, Neuilly-sur-Seine, M. Lafon, 2013  (ISBN 978-2-7499-2081-8)

### Ouvrages de littérature d'enfance et de jeunesse
- Signs of the Apes, Songs of the Whales: Adventures in Human-Animal Communication (1989)
- Radical Robots: Can You Be Replaced? (1990)
- Parents Wanted (2001)
- The Trouble with Jeremy Chance (2003)
- Not As Crazy As I Seem (2003)
- The Wonder Kid (2006)

### Nouvelles
- Sunset in Ithaca (1998)
- The 5:22 (1998)
- A Perfect Reputation (1998)
- The Lake Region Poetry Club (1998)
- Standing Up (1999)
- Gentle Breezes (2001)
- The River Ocean (2011)
- The Surprise Hit of an Otherwise Lackluster Season (2011)

### Autres publications
- The Ultimate Entrepreneur: The Story of Ken Olsen and Digital Equipment Corporation (1988), en collaboration avec Glenn Rifkin

## Prix et distinctions
- Story Magazine’s Carson McCullers Prize 1998 pour la nouvelle The 5:22
- Milkweed Prize for Children's Literature 2001 pour Parents Wanted